# 韋達競技會
韋達競技會（羅馬化：Wydad Athletic Club），是一家位於摩洛哥最大城市卡萨布兰卡的體育會，以其參加摩洛哥足球甲級聯賽的足球队而闻名。
俱樂部成立於1937年5月8日，由七名屬於獨立民族運動的摩洛哥人成立(由穆罕默德·本杰盧恩·托伊米（Mohamed Benjelloun Touimi）領導)。球隊自成立以來傳統上穿著紅色主場球衣。隊名不包含「卡薩布蘭卡」一詞，因為該隊代表所有摩洛哥人，而不僅僅是卡薩布蘭卡市的居民。隊名中的韋達（وِداد）意為“愛”、“真摯的感情”，因此隊名又可譯爲「摯愛體育會」、「摯愛AC」。
俱樂部與多支球隊保持著悠久的對抗，尤其是在「卡薩布蘭卡德比」中與拉查體育會對決，以及與首都球隊皇家武裝部隊體育會之間的摩洛哥經典對決，以及与首都球队远望联队的摩洛哥德比。。
除足球外，俱樂部還參加籃球、手球、田徑、自行車運動、排球和橄欖球比賽。

## 榮譽

### 本土賽事
- 摩洛哥足球甲級聯賽[8]
  - 冠軍(22)：1948, 1949, 1950, 1951, 1955, 1957, 1966, 1969, 1976, 1977, 1978, 1986, 1990, 1991, 1993, 2006, 2010, 2015, 2017, 2019, 2021, 2022
- 摩洛哥王座盃（英语：Moroccan Throne Cup）[9]
  - 冠軍(9)：1970, 1978, 1979, 1981, 1989, 1994, 1997, 1998, 2001

### 國際賽事
- 非洲聯賽冠軍盃
  - 冠軍(3)：1992, 2017, 2022
- 非洲超級盃
  - 冠軍(1)： 2018
- 非洲盃賽冠軍盃
  - 冠軍(1)：2002
- 亞非俱樂部錦標賽（英语：Afro-Asian Club Championship）
  - 冠軍(1)：1993
- 穆罕默德五世盃（英语：Mohammed V Cup）
  - 冠軍(1)：1979
- 阿拉伯球會冠軍盃
  - 冠軍(1)：1989
- 阿拉伯超級盃
  - 冠軍(1)：1992
- 北非盃（英语：North African Cup）
  - 冠軍(1)：1949
- 北非錦標賽（英语：North African Cup）
  - 冠軍(3)：1948, 1949, 1950
- 北非超級盃（英语：North African Super Cup）
  - 冠軍(3)：1948, 1949, 1950